# The Legacy
The Legacy – pierwszy album studyjny amerykańskiej grupy muzycznej Testament.

## Lista utworów
Opracowano na podstawie materiału źródłowego.
| Nr | Tytuł utworu                                   | Autorzy                              | Długość |
| -- | ---------------------------------------------- | ------------------------------------ | ------- |
| 1. | „Over the Wall”                                | Skolnick, Christian, Peterson, Souza | 4:04    |
| 2. | „The Haunting”                                 | Skolnick, Peterson, Souza            | 4:11    |
| 3. | „Burnt Offerings”                              | Skolnick, Peterson, Souza            | 5:03    |
| 4. | „Raging Waters”                                | Peterson, Souza                      | 4:30    |
| 5. | „C.O.T.L.O.D. (Curse of the Legions of Death)” | Ramirez, Peterson                    | 2:28    |
| 6. | „First Strike Is Deadly”                       | Skolnick, Christian, Peterson, Souza | 3:41    |
| 7. | „Do or Die”                                    | Peterson, Billy, Clemente            | 4:36    |
| 8. | „Alone in the Dark”                            | Skolnick, Peterson, Souza            | 4:01    |
| 9. | „Apocalyptic City”                             | Skolnick, Peterson                   | 5:48    |
|    |                                                |                                      | 38:22   |

## Twórcy
Opracowano na podstawie materiału źródłowego.
- Chuck Billy - śpiew
- Eric Peterson - gitara elektryczna
- Alex Skolnick - gitara elektryczna
- Greg Christian - gitara basowa
- Louie Clemente - perkusja